# Перес, Алехандро (футболист)
Алехандро Перес Наварро (исп. Alejandro Pérez Navarro), более известный под своим именем Алекс Перес (исп. Álex Pérez; 11 августа 1991, Мадрид, Испания) — испанский футболист, защитник.

## Биография
Свою карьеру Алекс Перес начал в академии «Хетафе». 5 сентября 2010 году дебютировал за «Хетафе Б» в матче против «Корухо» (0:1). В сезоне 2010/11 забил 1 мяч в 29 играх. На протяжении два сезона был основным игроком команды.
27 октября 2010 году в матче кубка Испании дебютировал за основной состав в матче против «Португалете» (1:1). 16 декабря этого же года вышел на замену в матче против футбольного клуба «Янг Бойз» в Лиги Европы (1:0).
В сезоне 2012/13 был отдан в аренду «Уэске». Летом 2013 года Алекс Перес на правах аренды перешёл в болгарский футбольный клуб «Левски» сыграв за команду 15 матчей. После окончания аренды он вернулся в Испании и снова был отдан в аренду.
24 сентября 2015 года, Перес покинул «Хетафе» и перешёл в американский футбольный клуб «Каролина Рэйлхокс» где провёл два сезона. Свой первый гол за новый клуб забил в матче против «Инди Илевен» (3:1).
Летом 2016 года Перес вернулся в Испанию, подписав однолетний контракт с «Вальядолидом». Летом 2017 года Алехандро Перес перешел в испанский клуб «Спортинг» из Хихона. 31 августа 2019 года Перес подписал на один год контракт с «Арминией» Билефельд из Второй Бундеслиги.